# أحمد عفاني
أحمد عفاني محرر ومذيع سابق في القسم العربي في إذاعة صوت ألمانيا ولد عام 1930 في بلدة بورين من قضاء نابلس وأنهى دراسته الثانوية في حيفا والقدس، عمل في سلك التعليم في سوريا والكويت والشارقة ثم سافر إلى أوروبا لدراسة هندسة الطيران في جامعة آخن في ألمانيا عام 1957 وعمل في قطاع حسابات الطيران في مصانع الطيران المتحدة في مدينة بريمن ،ثم آثر العمل في ميدان الاعلام فالتحق بإذاعة صوت ألمانيا كموظف حر عام 1965 ثم ثبت فيها عام 1971 كما عمل في إنشاء مكتب وكالة الأنباء الكويتية في بون، عمل مسؤولا ومحررا لمجلة الصباح والبرنامج السياسي صدى اليوم.